# Friedrich Strunz
Friedrich Strunz (auch: Struntz; Strunzius; * 5. März 1680 in Marienberg; † 23. April 1725 in Wittenberg) war ein deutscher Literaturwissenschaftler und Philologe.

## Leben
Strunz, der aus einem alteingesessenen Geschlecht aus der Bergstadt Marienberg stammte, hatte dort seine erste Bildung erworben. Auf einem sächsischen Gymnasium vorgebildet, erwarb er die Hochschulreife. Er bezog am 2. September 1699 an die Universität Wittenberg, wo er am 27. April 1703 den akademischen Grad eines Magisters der Philosophie erwarb. Nachdem er dort Privatvorlesungen gehalten hatte, fand er am 28. September 1709 als Adjunkt der philosophischen Fakultät Aufnahme.
Seine Interessen waren sehr vielfältig, so dass er 1713 als Kandidat der Theologie nachweisbar ist. Nachdem David Theodosius Lehmann gestorben war, kam es an der Wittenberger philosophischen Fakultät zu einer Neubesetzung des Lehrstuhls für Poesie. Der polnische König und sächsische Kurfürst August der Starke entschied sich entgegen den Vorschlägen der Wittenberger Akademie dafür, Strunz diese Aufgabe 1715 zu übertragen. Als Professor der Poetik hielt er Vorlesungen über die alten Poeten und Mythologie. Unter anderem war einer seiner Zuhörer Johann Christian Günther.
Strunz, der seinen häufigen Vorlesebetrieb auf weitere Teile der philosophischen Wissenschaften ausweiten wollte, scheiterte jedoch mit jenem Ansinnen am sächsischen Hof. Nachdem Strunz im Sommersemester 1722 zum Rektor der Wittenberger Hochschule gewählt worden war, verstarb er bereits im Alter von 45 Jahren als Dekan der philosophischen Fakultät. Seine Schriften sind weder zahlreich, noch von erheblichem Umfang. Abgesehen von einigen lateinischen Gedichten und Festreden, sind es meist kürzere Abhandlungen, teils theologischen, teils geschichtlichen, in der Mehrzahl aber philologischen Inhalts. Eine letzte Schrift Schedisma de vero usu verborum mediorum contra Kusterum blieb ungedruckt.

## Werkauswahl
- Historiam Bardesanis ac Bardesanistarum. (Resp. Johann Christian Francke) Gerdes, Wittenberg 1710. (Digitalisat)
- Disquisitiones de duobus antiquis Saxoniae pagis Nisani ac Daleminci, accesit Ioannis RiuI Descriptio Mariaebergi paucis annotationibus illustrata. Zimmermann, Wittenberg 1714. (Digitalisat)
- Kurtze Untersuchung des unterthänigsten Declarations-Schreibens, Welches an Ihro Hoch-Fürstl. Durchl. den Regierenden Marggrafen zu Brandenburg-Onoltzbach Rudolff Martin Meelführer seinen Abfall zum Pabstthum zu rechtfertigen jüngsthin ausgestellet hat. Zimmermann, Wittenberg 1713. (Digitalisat)
- Vera linguarum quarundam eruditio. J(Resp. Johann Ernst Struntz) Gerdes, Wittenberg 1707. (Digitalisat)
- Linguae Mercurio apud Graecos sacrae; ad Homeri Odysseam (Resp. Nicolaus Friderich Schwartz) Kreusig, Wittenberg 1716. (Digitalisat)
- De silva Hercynia ad illustrandum locum Claudiani in carmine panegyrico. (Resp. Melchior Gottlob Clai) Kreusig, Wittenberg 1716. (Digitalisat)
- De Poetarum Sigillatimque Homeri Auctoritate Apud Iureconsultos Dissertatio. (Resp. Johann Heinrich Schlegel) Gerdes, Wittenberg 1717. (Digitalisat)
- Dissertatio qua ululatum in sacris Minervae exponit. (Resp. Benjamin Hoffmann) Gerdes, Wittenberg 1719. (Digitalisat)
- An Religio Lutherana Mater Sit Et Nutrix Tyrannidis Politicæ? (Resp. Abraham Siegert) Meyer, Wittenberg 1703. (Digitalisat)
- De titulis Electoris Saxonis. (Resp. Carolus Sigismund Marche) Gerdes, Wittenberg 1713.
- Electio ex libro collectionum J. Buxtorfii, qua quaedam interpretationis Lutheri vernaculae vet. instrum. loca vindicantur. (Resp. Christophorus Gottlieb Schwarz) Gerdes, ÄWittenberg 1715. (Digitalisat)
- De opera Poetarum inprimis latinorum ad illustrandam historiam Sax. Collota. (Resp. Johannes Heinrich von Burg) Gerdes, Wittenberg 1715. (Digitalisat)
- De Iride, philosophiae ac poesios in mythica veterum doctrina symbolo commentatus. Gerdes, Wittenberg 1719. (Digitalisat)
- Problema mythologicum: utrum immolatio Phrixi eadem sit ac Isaaci, nec ne? (Rsp. Johannes Moneta) Gerdes, Wittenberg 1721. (Digitalisat)
- De Niso Samsonis symbolo. (Resp. Johann David Matthaeus) Gerdes, Wittenberg 1724. (Digitalisat)
- Controversiae ex historia ecclesiastica, ac sigillatim seculis primoalteroque novissime excitatae. (Resp. David Hoffmann) Gerdes,  Wittenberg 1713.
- Epistola ad auctorem observationis II. sect. VI. bibliothecae novissimae recensionem quae Halae eduntur in qua Rutgersi Glossarium a se editum enarratum est. Wittenberg 1721.
- Orationes panegyricas.
- Carmina.